# Мамедов, Орхан Нейматрагим оглы
Орхан Нейматрагим оглы Мамедов (азерб. Məmmədov Orxan Neymətrəhim oğlu; род. 18 января 1985, Баку) — азербайджанский футбольный арбитр категории ФИФА. Международные матчи обслуживает с 2009 года.

## Биография
Орхан Мамедов родился 18 января 1985 года в Баку.
Является выпускником факультета иностранных языков Азербайджанского Международного Университета. По профессии — синхронный переводчик.
Начал заниматься судейской деятельностью на маленьких турнирах, судил игры чемпионата Баку, детские соревнования, такие, как «Сабахын улдузлары» (в переводе с азерб. — «Завтрашние звезды»), а также различные коммерческие турниры. Посещал занятия для начинающих судей на бакинском стадионе «Шафа».
Судья международной категории ФИФА. С 2005 года обслуживает матчи премьер-лиги Азербайджана и первого дивизиона. С 2009 года обслуживет международные матчи в качестве помощника рефери, а с 2015 года в качестве главного арбитра.
30 ноября 2013 года Орхану Мамедову был доверен центральный матч XV тура Премьер-лиги между командами «Баку» и «Интер».
3 июня 2015 года был назначен в качестве четвертого рефери на финальный матч Кубка Азербайджана по футболу сезона 2014/2015 годов.

## Статистика
Данные приведены по состоянию на 25 августа 2015 года
| Турнир (сезон/год)                                  | Турнир (сезон/год) | Матчи |     |    |
| --------------------------------------------------- | ------------------ | ----- | --- | -- |
| Чемпионат Азербайджана                              | 2010/2011          | 1     | 1   | 0  |
| Чемпионат Азербайджана                              | 2011/2012          | 6     | 23  | 2  |
| Чемпионат Азербайджана                              | 2012/2013          | 12    | 53  | 5  |
| Чемпионат Азербайджана                              | 2013/2014          | 22    | 109 | 6  |
| Чемпионат Азербайджана                              | 2014/2015          | 17    | 72  | 3  |
| Чемпионат Азербайджана                              | 2015/2016          | 3     | 15  | 2  |
| Кубок Азербайджана                                  | 2012/2013          | 1     | 5   | 1  |
| Кубок Азербайджана                                  | 2013/2014          | 3     | 21  | 1  |
| Кубок Азербайджана                                  | 2014/2015          | 2     | 8   | 0  |
| Лига Европы УЕФА                                    | 2014/2015          | 1     | 3   | 0  |
| Чемпионат Европы по футболу среди молодёжных команд | 2015               | 1     | 3   | 0  |
| Всего                                               | Всего              | 69    | 313 | 20 |

## Последние матчи
| Дата          | Турнир                                                                      | Матч                                                         |         |         | Пенальти |
| ------------- | --------------------------------------------------------------------------- | ------------------------------------------------------------ | ------- | ------- | -------- |
| 9 июля 2015   | Лига Европы УЕФА 2015/2016, первый квалификационный раунд                   | Берое Стара-Загора (Болгария) 3:1 Атлантас Клайпеда (Латвия) | 3 (1-2) | 0       | 1        |
| 15 июня 2015  | Чемпионат Европы по футболу среди молодёжных команд 2017, отборочный турнир | Черногория 1:0 Молдова                                       | 3 (1-2) | 0       | 0        |
| 21 марта 2015 | Чемпионат Европы по футболу (юноши до 17 лет), групповой этап               | Ирландия 2:2 Греция                                          | 1 (1-0) | 0       | 1 (1-0)  |
| 26 марта 2015 | Чемпионат Европы по футболу (юноши до 17 лет), групповой этап               | Ирландия 0:1 Польша                                          | 3 (2-1) | 0       | 0        |
| 22 мая 2015   | Премьер-лига Азербайджана 2015/16                                           | Сумгаит 2:0 Хазар-Ленкорань                                  | 3 (2-1) | 1 (1-0) | 0        |